# تیلک

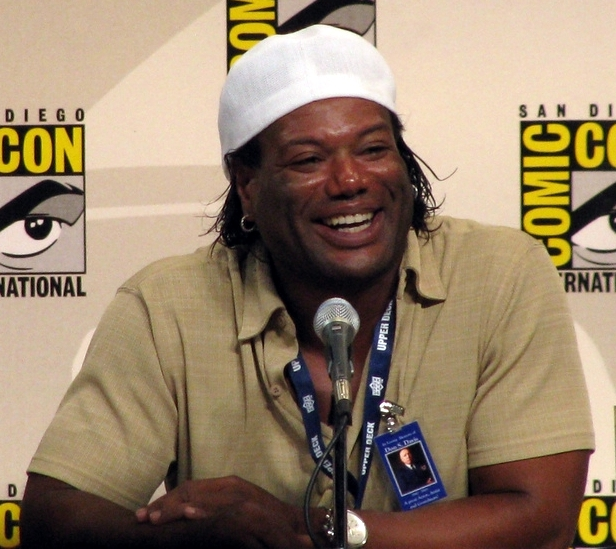
کریستوفر جاج بازیگر نقش تیلک

تیلک (Teal'c) شخصیتی خیالی در مجموعهٔ تلویزیونی علمی‌تخیلی دروازهٔ ستارگان اس‌جی-۱ است.

## تاریخچه
تیلک جفایی است که زمانی به عنوان پیشکار اعظم خدمتِ آپافیس از اربابان گؤائولد سامانه می‌کرد. در قسمت نخست وی با این امید که جنگجویان تائوری سر انجام گؤائولدان را شکست خواهند داد به اربابش خیانت کرد. پس از اینکه جک انیل که در شرف اعدام بود از تیلک درخواست کمک کرد، تیلک سلاحش را متوجه جفای همکارش کرد و با اس‌جی-۱ به فرماندهی دروازهٔ ستارگان بازگشت.
پدر تیلک زمانی پیشکار اعظم کرونوس یک ارباب رقیب سامانه بود اما هنگامی که پدرش در جنگی که غیرقابل‌پیروزی بود عقب‌نشینی کرد کرونوس با دست خود وی را کشت.